# Sydänjuuret
Sydänjuuret – siódmy album studyjny thrash metalowego zespołu Mokoma wydany 24 marca 2010 roku przez wytwórnię Sakara Records.

## Lista utworów
1. „Sydänjuuret ” – 4:23
2. „Vastavirtaan ” – 3:41
3. „Ei kahta sanaa (ilman kolmatta) ” – 2:33
4. „Vääräleuka ” – 3:29
5. „Kristuksen ruumis ja pedon pää ” – 5:33
6. „Niin hyville kuin pahoille ” – 3:24
7. „Rautaa rinnoista ” – 4:07
8. „Älä anna sille nimeä ” – 4:24
9. „Kalmannäkijä ” – 4:43
10. „Hei hei heinäkuu ” – 3:54
11. „Turhuuksien turhuus ” – 3:44

## Twórcy
- Kuisma Aalto – gitara
- Marko Annala – wokal
- Janne Hyrkäs – perkusja
- Santtu Hämäläinen – gitara basowa
- Tuomo Saikkonen – gitara
- Janne Saksa – produkcja
- Miitri Aaltonen – miksowanie
- Mika Jussila – mastering